# Manutergium
Manutergium je pruh látky předem požehnaný biskupem, jímž se ovinují ruce novokněze po jeho svěcení, aby křižmo nanesené světitelem nepotřísnilo liturgická roucha nebo podlahu. Poté bývalo tradičně uschováno u jeho matky a v případě jejího úmrtí vloženo do její rakve.